# فاكتست لنظم البحوث

## المنتجات والخدمات
المنتجات
في 14 سبتمبر 2009، أطلقت FactSet منصة تحليلات جديدة، مهمتها الجمع بين وظائف عدة أنظمة. تقوم هذة المنصة على دمج البيانات والتحليلات، بينما في وقت سابق كانت تنشر عبر تطبيقات متعددة، على واجهة واحدة.
FactSet تدمج عدة مئات من قواعد البيانات من بائعين متعددين.وتشمل تطبيقات تحليل الشركات والمقارنات بين شركات متعددة، وتحليل الصناعات، وفرز الشركات، وتحليل المحافظ، والقياسات التنبؤية للمخاطر، واختبار ألفا، ومحافظ التحليل والمحاكاة، الأخبار المباشرة، والأدوات اللازمة لتحليل وتقييم الأوراق المالية ذات الدخل الثابت والمحافظ.FactSet متاحة عبر ألأجهزة الاسلكية ومتكاملة مع تطبيقات.Microsoft Office 
ملكية محتوى البيانات
- FactSet المجاميع
- FactSet أحداث ونصوص
- FactSet التقديرات
- FactSet الاقتصاد
- FactSet حظر أبحاث
- FactSet الكيانات المالية
- FactSet الدخل الثابت
- FactSet أخبار Flashwire
- FactSet أساسيات
- FactSet Global Filings
- FactSet أخبار الملكية المؤسسية
- FactSet الاكتتاب
- FactSet Merger Metrics
- FactSet Mergerstat Global
- FactSet صناديق الاستثمار المشترك
- FactSet قضايا جديدة
- FactSet الملكية
- FactSet الناس
- FactSet شركة خاصة
- FactSet الأسهم الخاصة ورأس المال المغامر
- FactSet بحوث الاتصال
- FactSet Shark Repellent

الخدمات
- الاستشارات: يتم تعيين مستشار لكل شركة الذي يصبح مألوفا مع احتياجات العملاء والعمليات. يمكن للعملاء أيضا الحصول على استشارات خدمات الدعم عبر الهاتف.
- التدريب: FactSet تستضيف ندوات تدريبية مجانية في مراكز التدريب في نيويورك، بوسطن، شيكاغو، لندن، باريس، وطوكيو.بإمكان الاستشاريين أيضا ترتيب دورات تدريبية في مكاتب العميل الشخصية.
- الأمن: FactSet تحافظ على المعلومات الحسية، الإلكترونية، والإجرائية للتصدي للمخاطر الأمنية واستمرارية الأعمال.
- نقاط وصول متعددة: يمكن لكل عميل لFactSet الوصول على الحاسوب المكتبي، أجهزة الحاسوب المحموله، الحاسوب المنزلي، والأجهزة الاسلكيه.

## التاريخ

### 1977-1980: السنوات الأولى
اسس هوارد ويل وتشارلز سنايدر Howard Wille وCharles Snyder في عام 1978. بدأت شراكتهما في عام 1977 عندما كانا يعملان في وول ستريت في فولكنر Faulkner, Dawkins & Sullivan، دوكينز أند سوليفان، أحد رواد المؤسسات البحثية.
عندما برزت أجهزة الكمبيوتر في نهاية السبعينات، عرف ويلي وسنايدر أن هذه الصناعة ستتغير. عندما اشترت شيرسون شركة فولكنر، دوكينز وسوليفان والشركة بدأت في التوسع، قرر ويلي وسنايدر الانفصال عن الشركة واختبار فكرتهم عن شركة في استطاعتها أن تقدم المعلومات المالية مستنده على الكمبيوتر. في ذلك الوقت، كان على الشركات شراء البيانات الخام مباشرة من بائع مثل Compustat، ثم توظيف المبرمجين لجعل البيانات سهلة الاستخدام. تقدم رؤية ويلي وسنايدر بيانات قابلة للاستخدام مباشرة إلى العميل.
في البداية، كان يتم تسليم كافة البيانات للعملاء على ورق، غالبا عن طريق حامل الرسالة. كان أول منتج يحمل اسم كمبني فاكتست "Company FactSet"، والذي أسفر عن تحليل تقرير متكون من أربع صفحات عن الشركة باستخدام قاعدة البيانات قيمة الخط (Value Line database). اليوم، مستخدمي FactSet يتصلون بشبكة FactSet الخاصة عبر شبكة WAN، والإنترنت، وألأجهزة الاسلكية.

### 1981-1989: زيادة المنتج
في أوائل الثمانينات، لم يبلغ عدد موظفي FactSet أكثر من 10. في عام 1981، وجد سنايدر وسيلة لتحميل البيانات من الكمبيوتر إلى FactSet Visicalc، وهذا يعني إمكانية العملاء استرداد البيانات من قاعدة بيانات مباشرة في جدول. للمرة الأولى، تم القضاء على العديد من الخطوات في هذه العملية، مما يجعل عملية تحميل البيانات بشكل أسرع بكثير.
في عام 1984، أضافت FactSet فحص قدرات محدودة، والتي جرى توسيعها في عام 1988 مع تقديم الفحص الشامل، والذي يسمح للمستخدمين وضع شروط خاصة لفحص معاييرهم.و كان تطور آخر مهم خلال الثمانينات إطلاق الشركة خدمة قاعدة بيانات خاصة. يمكن للمستخدمين الآن تخزين البيانات الشخصية ودمجها مع المعلومات الخاصة بهم لإجراء تحليل مخصص.
الرئيس التنفيذي الحالي فيليب أ. هادلي انضم للشركة كمستشار في عام 1985.

### 1990-2000: الانتقال إلى ويندوز واستحداث أدوات إدارة المحافظ
صدر FactSet لويندوز في عام 1990. في تلك السنة نفسها، انتقل مقر الشركة من مدينة نيويورك إلى غرينتش، كونيتيكت. ثم فتح مكتب لندن في عام 1993، الأول في أوروبا. افتتح أول مكتب في آسيا والمحيط الهادئ في طوكيو في عام 1995. اليوم تمتلك الشركة 23 موقعا في 11 بلدا وأكثر من 3400 موظف.
بحلول نهاية عام 1995 كان لدى FactSet أقل من 400 عميل، ولكنها شملت 84 من صفوت مديري الاسثمار في الولايات المتحدة.كما غيرت الشركة اسمها في حزيران 1995، أصبحت FactSet لأنظمة الأبحاث استعداداً لتصبح شركة مساهمة عامة. بدأت الشركة التداول في بورصة نيويورك بورصة نيويورك في عام 1996 تحت رمز FDS.
في عام 1996 أصدرت الشركة محطة عمل إدارة المحافظ، التي لحقتها بعد عام واحد كلاً من التحليل الاقتصادي وتطبيقات مستكشف الشركة.
أصبح المنتج أسهل للاستخدام في عام 1998 مع طرح واجهة التوجهات وإضافة مساعد على شبكة الإنترنت وأداة مرجعية.قدمت FactSet الدعم على مدار الساعة عبر الهاتف في عام 1999.
تقاعد ويلي في منصب الرئيس التنفيذي ورئيس للإدارة في ايار 2000، ثم شغل سنايدر منصب الرئيس التنفيذي على أساس مؤقت، وخدم حتى سبتمبر من ذلك العام، عندما سمي هادلي كرئيس تنفيذي ورئيس مجلس إدارة جديد.

### 2000-2009: محفظة التكرير والمنتجات في الوقت الحقيقي
في وقت مبكر من العقد السابق (2000-2010) طرحت منتجات جديدة منها منتج عوائد المحافظ الاستثمارية، SPAR (نمط الأداء والمخاطر) (Style, Performance and Risk), الذي سمح لمديري المحافظ تحليل المخاطر وأداء الصناديق الخاصة بهم وكذلك المقارنة مع الصناديق الأخرى؛ تطبيق المركزي للبيانات، الذي سمح للمشتركين إنشاء وحفظ السلاسل الزمنية لقواعد البيانات الخاصة بهم؛ والسرادق الذي جمع الأخبار في الوقت الحقيقي وأسعار الأسهم مع حفاظ الأمن على مستوى التحليل. في عام 2004، طرحت الشركة البيع من جانب المنصة، IBCentral.
أيضا في عام 2004، نقل مقر الشركة ودمجت مكاتبها الثلاثة في كونيتيكت نورواك، وتخطت المبيعات حاجز ال 200 مليون دولار للمرة الأولى في عام 2002 و500 مليون دولار في عام 2008.
في عام 2008، استحوذت FactSet نسخة من قاعدة بيانات طومسون رويترز WorldScope، الذي تطوره وتسوقه كأساسيات FactSet.

### 2009 إلى الوقت الحاضر: واجهة الإصلاح والتنمية واستمرار تطوير البيانات=
في عام 2009، دمجت FactSet التوجهات، سرادق، ومنصات IBCentral في منتج واحد، وسمي ببساطة FactSet. المنصة تجمع بين ميزات المنصات السابقة مع مساحات العمل المشترك الجديد على الإنترنت والتحليلات بشكل أسرع.أيضا في عام 2009، وضعت FactSet بيانات المستكشفين المتكاملة بيانات قصيرة البيع على منصة بحوث Factset تحليلات النظم.
في يناير 2010، أعلنت FactSet وFirstRain شراكة من شأنها أن تسمح لعملاء FactSet الوصول إلى موقع محرك FirstRain's على شبكة الإنترنت  لإيجاد، وتصفية، وتحليل البيانات التجارية غير المنظمة المتاحة على شبكة الإنترنت.
في مايو 2010، استكملت FactSet اكتساب قاعدة البيانات أساسيات طومسون.
في يونيو 2010، استحوذت FactSet على Market Metrics، وهي شركة أبحاث تقع في الولايات المتحدة التي تركز فقط على الدراسات الاستقصائية التي أجريت على منتجات الأستشاره والتأمين.

## المالية
لعام 20011، السنة الثلاثة والثلاثين لعمليات FactSet، سجلت الشركة نمو في الإيرادات للسنة الواحد والثلاثين على التوالي.
للربع المنتهي في 31 أغسطس 2011، صعدت الإيرادات إلى 191.9 ملايين دولار، بزيادة 14 ٪ مقارنة بالعام السابق. وارتفع الدخل التشغيلي للربع الأخير إلى 59 مليون دولار من 57 مليون دولار في نفس الفترة في عام 2010. وارتفع صافي الدخل إلى 40.9 مليون دولار على عكس 36.3 ملايين دولار في عام 2010. ارتفعت ربحية السهم المخففة دولار 0.88 من 0.83 في ى فس الفترة في 2010.
بيان الدخل (جميع الأرقام بالألف)
| الفترة المنتهية  | 31-أغسطس-11 | 31-أغسطس-10 | 31-أغسطس-09 | 31-أغسطس-08 | 31-أغسطس-07 |
| ---------------- | ----------- | ----------- | ----------- | ----------- | ----------- |
| إجمالي الإيرادات | 726,510     | 641,059     | 622,023     | 575,520     | 475,801     |
| صافي الدخل       | 171,046     | 150,211     | 144,950     | 125,020     | 109,567     |

### منتجات الدخل الثابت
أرباح FactSet للربع الثاني من عام 2010 حدد مساحة الدخل الثابت كمجال نمو FactSet، وذكر أن حجم التوظيف الجديد سيكون لمحاولة توسيع فرص الدخل الثابت.

### البيانات المتوفرة
تتلقى الشركة البيانات من مزودين مثل Barra ,Dow Jones، Russell، وLipper. حيث يمكن إنهاء علاقات تعاقدية مع بائعين لجهة خارجية مع إشعار عام واحد، والشركة تحاول الحفاظ بالعلاقات مع اثنين من الموردين على الاقل لكل نوع من البيانات  في الآونة الأخيرة كانت الشركة قد حاولت المحافظة على أو زيادة محتواه المتاحة من خلال بناء قواعد البيانات الخاصة بها أو من خلال الحصول على موفري المحتوى.منذ عام 2000، اتمت FactSet على 10 عمليات استحواذ، سبعة منها كانو موفري محتوى.في عام 2008، اشترت FactSet نسخة من قاعدة البيانات الأساسية طومسون ، ومن خلاله ضمنت الوصول الدائم للبيانات المالية العالمية تعود إلى عام 1980.

## إدارة
- فيليب أ. هادلي، رئيس مجلس الإدارة، الرئيس التنفيذي.[19]
- بيتر ج. والش، مدير العمليات.
- تشارلز ج. سنايدر، نائب رئيس المجلس.
- مايكل د.فرنكنفيلد، مدير المبيعات العالمية.

## التوظيف
زاد عدد الموظفين من 1934 إلى 2962 موظف، أو 53 ٪ خلال السنة المالية 2009. ونما حجم التوظيف بنسبة 6 ٪ في السنة المالية 2009. ولكن، جاءت معظم الزيادة في عدد الموظفين في عام 2009 من عمليات في الخارج، وبخاصة في الهند. زاد عدد موظفي الشركة دولياً من 958 إلى 1627. ويتم توظيف معظم الموظفين الجدد لأقسام الاستشارات والهندسة، والعديد منهم قادمين مباشرة من الكلية. بلغ متوسط معدل احتفاظ الشركة بلموظفين تاريخياً 90%.

## التميز في الفترة الآونة
2011
- احتلت FactSet المرتبة # 64 في مجلة فورتشن في قائمة «أفضل 100 شركة للعمل».[21]
- سميت FactSet «أفضل مقدم للبحوث» في جوائز بيانات السوق الداخلي وبيانات المرجع الداخلي.
- احتلت FactSet المرتبة # 4 في Glassdoor.com «من أفضل 25 شركة في توازن العمل والحياة».[22]

2010
- احتلت FactSet المرتبة # 48 في قائمة مجلة فورتشن في «أفضل 100 شركة للعمل للحصول على قائمة».
- احتلت FactSet المرتبة #17 في موقع Glassdoor.com في قائمة «50 أفضل الأماكن للعمل».
- احتلت FactSet أوروبا المحدودة واحدة من أفضل 50 شركة في قائمة «المملكة المتحدة مكان عظيم للعمل».

2009
- حازت FactSet على جائزة PilotHouse Innovator من.Nemertes Research
- احتلت FactSet المرتبة # 28 في فوربس على لائحة «أفضل الشركات الصغيرة» (السنة 13 على التوالي على).
- قد تم اختيار FactSet لأفضل جائزة من نورواك لعام 2009 في فئة خدمات الأمن والسلع من جمعية التجارة الأمريكية.
- احتلت FactSet المرتبة # 59 في مجلة BusinessWeek على قائمة ال100 لتكنولجيا المعلومات.
- سميت FactSet «أفضل مقدم للتحليلات» في جوائز بيانات السوق الداخلي وبيانات المرجع الداخلي.
- سميت FactSet واحدة من «أفضل 50 أماكن العمل في المملكة المتحدة».
- احتلت FactSet المرتبة 13#في موقع Glassdoor.com في قائمة «50 أفضل الأماكن للعمل».

2008
- احتلت FactSet المرتبة # 58 في فوربس على لائحة «أفضل الشركات الصغيرة».
- احتلت FactSet المرتبة # 53 في مجلة BusinessWeek على قائمة «أفضل مكان لبدء الحياة العملية».
- سميت FactSet في مجلة Human Resource Executive كواحدة من «أفضل الشركات لجيل الألفية».
- احتلت FactSet المرتبة # 52 في مجلة فورتشن في قائمة «أفضل 100 شركة للعمل».
- احتلت FactSet المرتبة # 45 في فوربس على لائحة «أفضل الشركات الصغيرة».
- سميت FactSet على CollegeGrad.com كواحدة من «أفضل 100 أرباب عمل لمستوى المبتدئين»